# Axiodes synclinia
Axiodes synclinia är en fjärilsart som beskrevs av Louis Beethoven Prout 1938. Axiodes synclinia ingår i släktet Axiodes och familjen mätare. Inga underarter finns listade i Catalogue of Life.